# Salvador Cabrera
Salvador Cabrera (Cidade do México, 21 de agosto de 1973) é um ex-futebolista mexicano que atuava como meia.

## Carreira
Salvador Cabrera integrou a Seleção Mexicana de Futebol na Copa América de 1999.